# Zoran Šupić
Zoran Šupić (in serbo Зopaн Шупић?; Banja Luka, 21 luglio 1984) è un ex calciatore bosniaco, di ruolo difensore.

## Caratteristiche tecniche
È un difensore centrale.